# I liga urugwajska w piłce nożnej (1954)
- Mistrz Urugwaju 1954: CA Peñarol
- Wicemistrz Urugwaju 1954: Club Nacional de Football
- Spadek do drugiej ligi: Miramar Montevideo
- Awans z drugiej ligi: Sud América Montevideo

Mistrzostwa Urugwaju w roku 1954 były mistrzostwami rozgrywanymi według systemu, w którym wszystkie kluby rozgrywały ze sobą mecze każdy z każdym u siebie i na wyjeździe, a o tytule mistrza i dalszej kolejności decydowała końcowa tabela.

## Primera División

### Kolejka 1
| Mecz                                                 |
| ---------------------------------------------------- |
| CA Peñarol – Defensor Sporting 5:1                   |
| CA Cerro – Miramar Montevideo 3:1                    |
| Liverpool Montevideo – River Plate Montevideo 1:0    |
| Danubio FC – Rampla Juniors 2:1                      |
| Club Nacional de Football – Montevideo Wanderers 1:0 |

### Kolejka 2
| Mecz                                              |
| ------------------------------------------------- |
| Club Nacional de Football – CA Cerro 1:0          |
| River Plate Montevideo – Montevideo Wanderers 2:1 |
| Liverpool Montevideo – Danubio FC 1:0             |
| Rampla Juniors – Defensor Sporting 0:0            |
| CA Peñarol – Miramar Montevideo 3:0               |

### Kolejka 3
| Mecz                                                 |
| ---------------------------------------------------- |
| CA Peñarol – River Plate Montevideo 3:0              |
| Montevideo Wanderers – Defensor Sporting 0:0         |
| Danubio FC – Miramar Montevideo 1:0                  |
| Rampla Juniors – CA Cerro 2:0                        |
| Club Nacional de Football – Liverpool Montevideo 0:0 |

### Kolejka 4
| Mecz                                           |
| ---------------------------------------------- |
| Rampla Juniors – Club Nacional de Football 1:0 |
| River Plate Montevideo – Defensor Sporting 2:1 |
| Miramar Montevideo – Montevideo Wanderers 1:1  |
| CA Peñarol – Danubio FC 3:2                    |
| Liverpool Montevideo – CA Cerro 1:1            |

### Kolejka 5
| Mecz                                                   |
| ------------------------------------------------------ |
| CA Peñarol – Liverpool Montevideo 5:0                  |
| Defensor Sporting – CA Cerro 3:2                       |
| Rampla Juniors – Miramar Montevideo 1:0                |
| Danubio FC – Montevideo Wanderers 3:2                  |
| Club Nacional de Football – River Plate Montevideo 4:0 |

### Kolejka 6
| Mecz                                            |
| ----------------------------------------------- |
| Club Nacional de Football – Danubio FC 3:0      |
| Miramar Montevideo – Defensor Sporting 0:0      |
| Montevideo Wanderers – Liverpool Montevideo 2:2 |
| CA Cerro – River Plate Montevideo 1:0           |
| CA Peñarol – Rampla Juniors 3:1                 |

### Kolejka 7
| Mecz                                              |
| ------------------------------------------------- |
| Liverpool Montevideo – Rampla Juniors 2:2         |
| CA Peñarol – Montevideo Wanderers 4:0             |
| Danubio FC – CA Cerro 2:1                         |
| River Plate Montevideo – Miramar Montevideo 2:1   |
| Defensor Sporting – Club Nacional de Football 2:0 |

### Kolejka 8
| Mecz                                          |
| --------------------------------------------- |
| CA Peñarol – Club Nacional de Football 1:1    |
| Rampla Juniors – River Plate Montevideo 2:1   |
| CA Cerro – Montevideo Wanderers 2:1           |
| Liverpool Montevideo – Miramar Montevideo 1:0 |
| Danubio FC – Defensor Sporting 3:0            |

### Kolejka 9
| Mecz                                               |
| -------------------------------------------------- |
| Miramar Montevideo – Club Nacional de Football 4:2 |
| Montevideo Wanderers – Rampla Juniors 1:1          |
| Danubio FC – River Plate Montevideo 1:1            |
| Liverpool Montevideo – Defensor Sporting 2:2       |
| CA Peñarol – CA Cerro 3:0                          |

### Kolejka 10
| Mecz                                                 |
| ---------------------------------------------------- |
| CA Peñarol – Defensor Sporting 2:0                   |
| CA Cerro – Miramar Montevideo 1:1                    |
| Liverpool Montevideo – River Plate Montevideo 3:3    |
| Danubio FC – Rampla Juniors 4:2                      |
| Montevideo Wanderers – Club Nacional de Football 3:1 |

### Kolejka 11
| Mecz                                              |
| ------------------------------------------------- |
| Club Nacional de Football – CA Cerro 0:0          |
| River Plate Montevideo – Montevideo Wanderers 0:0 |
| Danubio FC – Liverpool Montevideo 3:1             |
| Defensor Sporting – Rampla Juniors 3:2            |
| CA Peñarol – Miramar Montevideo 5:1               |

### Kolejka 12
| Mecz                                                 |
| ---------------------------------------------------- |
| CA Peñarol – River Plate Montevideo 0:0              |
| Defensor Sporting – Montevideo Wanderers 3:1         |
| Danubio FC – Miramar Montevideo 3:1                  |
| CA Cerro – Rampla Juniors 1:0                        |
| Club Nacional de Football – Liverpool Montevideo 5:1 |

### Kolejka 13
| Mecz                                           |
| ---------------------------------------------- |
| Club Nacional de Football – Rampla Juniors 3:0 |
| River Plate Montevideo – Defensor Sporting 0:0 |
| Montevideo Wanderers – Miramar Montevideo 3:2  |
| CA Peñarol – Danubio FC 1:0                    |
| CA Cerro – Liverpool Montevideo 4:3            |

### Kolejka 14
| Mecz                                                   |
| ------------------------------------------------------ |
| CA Peñarol – Liverpool Montevideo 4:2                  |
| Defensor Sporting – CA Cerro 2:2                       |
| Rampla Juniors – Miramar Montevideo 3:1                |
| Danubio FC – Montevideo Wanderers 1:0                  |
| Club Nacional de Football – River Plate Montevideo 5:2 |

### Kolejka 15
| Mecz                                            |
| ----------------------------------------------- |
| Club Nacional de Football – Danubio FC 0:0      |
| Defensor Sporting – Miramar Montevideo 2:0      |
| Liverpool Montevideo – Montevideo Wanderers 2:0 |
| River Plate Montevideo – CA Cerro 1:0           |
| CA Peñarol – Rampla Juniors 2:2                 |

### Kolejka 16
| Mecz                                              |
| ------------------------------------------------- |
| Rampla Juniors – Liverpool Montevideo 1:0         |
| CA Peñarol – Montevideo Wanderers 0:0             |
| Danubio FC – CA Cerro 1:1                         |
| River Plate Montevideo – Miramar Montevideo 4:4   |
| Club Nacional de Football – Defensor Sporting 2:1 |

### Kolejka 17
| Mecz                                          |
| --------------------------------------------- |
| CA Peñarol – Club Nacional de Football 1:0    |
| Rampla Juniors – River Plate Montevideo 1:1   |
| CA Cerro – Montevideo Wanderers 1:0           |
| Liverpool Montevideo – Miramar Montevideo 1:1 |
| Defensor Sporting – Danubio FC 4:2            |

### Kolejka 18
| Mecz                                               |
| -------------------------------------------------- |
| Club Nacional de Football – Miramar Montevideo 6:1 |
| Rampla Juniors – Montevideo Wanderers 3:2          |
| Danubio FC – River Plate Montevideo 1:1            |
| Liverpool Montevideo – Defensor Sporting 2:1       |
| CA Peñarol – CA Cerro 4:1                          |

### Końcowa tabela sezonu 1954
| Poz | Klub                      | Mecze | Zw | Rem | Por | Pkt | BrZd | BrStr |
| --- | ------------------------- | ----- | -- | --- | --- | --- | ---- | ----- |
| 1   | CA Peñarol                | 18    | 14 | 4   | 0   | 32  | 49   | 11    |
| 2   | Club Nacional de Football | 18    | 9  | 4   | 5   | 22  | 34   | 17    |
| 3   | Danubio FC                | 18    | 9  | 4   | 5   | 22  | 29   | 23    |
| 4   | Rampla Juniors            | 18    | 7  | 5   | 6   | 19  | 25   | 26    |
| 5   | Defensor Sporting         | 18    | 6  | 6   | 6   | 18  | 25   | 27    |
| 6   | CA Cerro                  | 18    | 6  | 5   | 7   | 17  | 21   | 26    |
| 7   | Liverpool Montevideo      | 18    | 5  | 7   | 6   | 17  | 25   | 34    |
| 8   | River Plate Montevideo    | 18    | 4  | 8   | 6   | 16  | 20   | 29    |
| 9   | Montevideo Wanderers      | 18    | 2  | 6   | 10  | 10  | 17   | 29    |
| 10  | Miramar Montevideo        | 18    | 1  | 5   | 12  | 7   | 19   | 42    |

### Klasyfikacja strzelców bramek
| Gole | Piłkarz           | Klub       |
| ---- | ----------------- | ---------- |
| 12   | Juan Manuel Romay | CA Peñarol |